# Alberto Manso
Alberto Manso, né en 1982 à Barcelone, est un joueur professionnel de squash représentant l'Espagne. Il atteint la 66e place mondiale sur le circuit international, son meilleur classement. Il est champion d'Espagne en 2000.

## Biographie
Ses parents étant joueurs de squash, il s'initie très vite au squash. Son père sera président de la fédération espagnole de squash. C'est un junior très brillant, remportant à trois reprises le British Junior Open en moins de 14 ans et moins de 16 ans. Il est également champion d'Espagne en 2000 à l'âge de dix-sept ans. En 2000, victime de syndrome d'épuisement professionnel et de difficultés financières, il arrête le squash. Il poursuit des études en administration des affaires et commerce international. Il devient directeur commercial en Colombie.

## Palmarès

### Titres
- Championnats d'Espagne : 2000